# Diocèse de Reggio d'Émilie-Guastalla
Le diocèse de Reggio d'Émilie-Guastalla (en latin : Dioecesis Regiensis in Aemilia-Guastallensis ; en italien : Diocesi di Reggio Emilia-Guastalla) est un diocèse de l'Église catholique en Italie, suffragant de l'archidiocèse de Modène-Nonantola et appartenant à la région ecclésiastique d'Émilie-Romagne.

## Territoire
Il est situé sur la province de Reggio d'Émilie sauf la commune de Rolo qui est dans le diocèse de Carpi. Il possède aussi des fractions de communes dans la province de Modène : Sassuolo, de Frassinoro (Fontanaluccia, Romanoro, Rovolo), Prignano sulla Secchia (Castelvecchio, Pigneto, Prignano, Saltino) et Montefiorino (Macognano). Le reste de la province est dans l'archidiocèse de Modène-Nonantola.
Son territoire est d'une superficie de 2 395 km2 divisé en 317 paroisses regroupées en 5 archidiaconés. Le siège épiscopal est dans la ville de Reggio d'Émilie avec la cathédrale Sainte-Marie-de-l'Assomption. À Guastalla se trouve la co-cathédrale Saint-Pierre-Apôtre. On trouve aussi trois basiliques mineures dans le diocèse : la basilique Notre-Dame de la Ghiara dédiée à la Vierge et la basilique saint Prosper à Reggio d'Émilie et la basilique de saint Marc évangéliste (it) de Boretto.

## Histoire
Le diocèse actuel est le fruit de l'union des diocèses de Reggio d'Émilie et de Guastalla par le décret Instantibus votis du 30 septembre 1986 de la Congrégation des évêques.

### Diocèse de Reggio d'Émilie

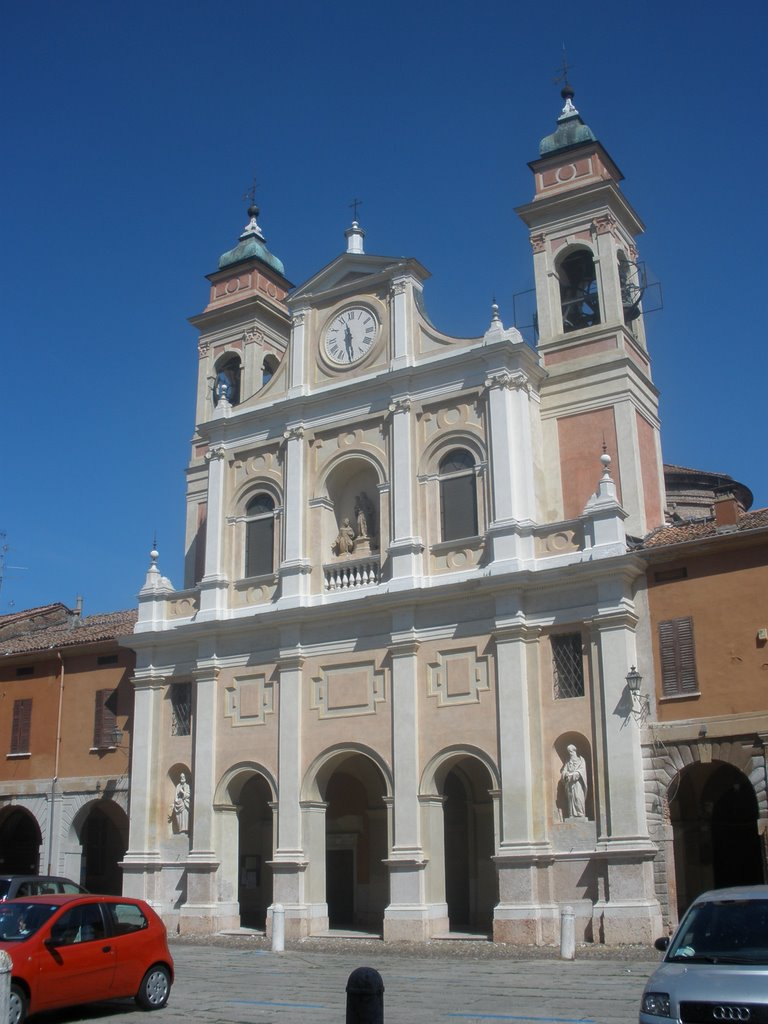
La co-cathédrale Saint-Pierre-Apôtre de Guastalla.

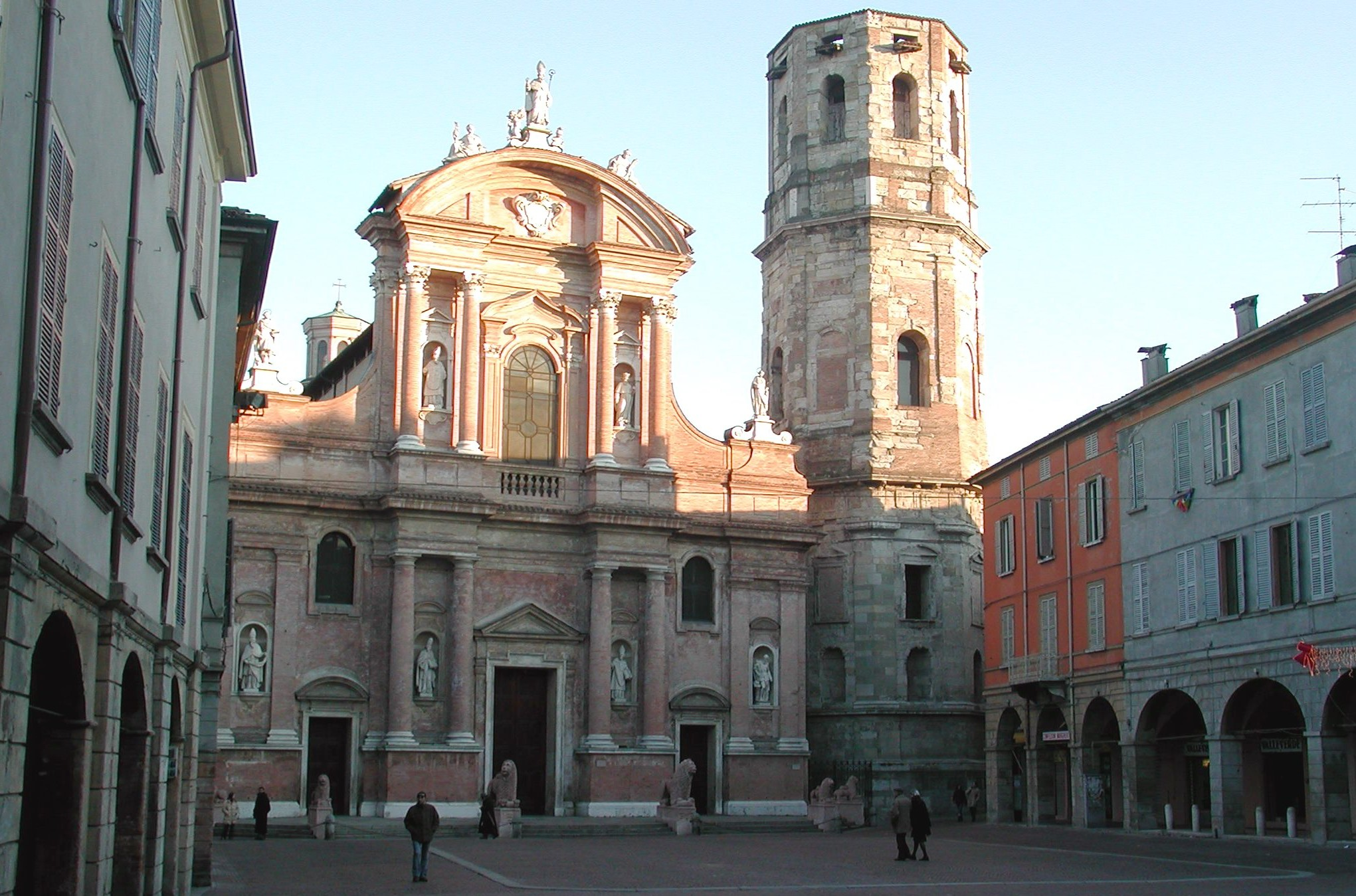
Façade de la basilique Saint-Prosper de Reggio d'Émilie.

L'origine du diocèse de Reggio d'Émilie remonte traditionnellement au Ier siècle ; mais les sources écrites ne remontent qu'à 451, lorsque Faventius prend part au concile de Milan. Dix sept évêques précédant Maurice qui participa au concile de Rome de 680 autour du pape Agathon ne sont pas mentionnés dans les sources écrites à l'exception de Faventius. Saint Prosper quant à lui est fameux comme évêque de Reggio au Ve siècle, ayant sauvé la ville de l'invasion d'Attila. À l'origine, le diocèse est suffragant de l'archidiocèse de Milan ; au VIIe siècle, il fait partie de la province ecclésiastique de l'archidiocèse de Ravenne. C'est en 996 qu'est fondé le fameux monastère Saint-Prosper de Reggio d'Émilie.
Le siège est vacant de 1283 à 1290 et il est administré par des vicaires capitulaires, chanoines de la cathédrale ; mais ils se divisent en deux partis, chacun refusant de reconnaître l'autre élu par la partie adverse. De 1283 à 1287, le siège est sous la gouvernance de l'archidiacre Guido de Baiso et, jusqu'en 1288, de l'archiprêtre Nicolò dei Cambiatori.
À partir de l'année 1377, les évêques de Reggio obtiennent le privilège de la part du pape de porter le titre honorifique (plutôt rare) de « prince de Sa Sainteté » ; Mgr Socche, évêque de Reggio, renonce à ce titre en 1960 et il n'est donc plus porté. Le diocèse devient suffragant de l'archidiocèse de Bologne, le 10 décembre 1582.
Au XVIe siècle, l’Apennin de Reggio dépend du diocèse de Reggio et en partie du diocèse de Parme. Deux monastères importants se trouvent alors dans ces régions montagneuses. Le premier est le monastère de Marola, tenu par les augustiniens. Ses biens matériels sont quant à eux tenus en commende, puis passent à la chambre ducale. François IV de Modène, duc de Modène et de Reggio cède ensuite l'abbaye à l'évêque de Reggio pour en faire un séminaire diocésain. Le second est le monastère de Canossa qui est tenu par les bénédictins. Il passe aussi sous le système de la commende et il est supprimé en 1763 par le duc.

### Diocèse de Guastalla
Le diocèse de Guastalla est érigé le 18 septembre 1828 par la bulle pontificale De commisso nobis de Léon XII. À la fin du XIIe siècle, l'Église de Guastalla obtient l'exemption de la juridiction épiscopale et se soumet à la juridiction des bénédictins. En conséquence, une prélature nullius diocesis est érigée en 1471 à l'instance de l'archiprêtre Gérard ; finalement, le 5 novembre 1585, le pape Sixte V la transforme en Église abbatiale nullius, dépendant de la province ecclésiastique de Milan. En 1629, l'abbé Vincenzo Lojani, exerçant ses droits quasi épiscopaux, convoque un synode de l'Église de Guastalla. Cette autonomie suscite à maintes occasions le désaccord des évêques de Reggio ; avec le motu proprio du 17 septembre 1773, le pape Clément XIV réitère l'exemption épiscopale de l'Église de Guastalla et la place sous l'autorité directe du Saint-Siège.
Au début du XIXe siècle, à l'instance de la duchesse Marie-Louise, l'abbaye nullius est élevée au rang de diocèse. Son premier évêque et dernier abbé est Mgr Neusche. Le diocèse de dimensions très réduites ne comprend au début que onze paroisses, les cinq de Guastalla et les six des communes de Reggiolo et de Luzzara soustraites au diocèse de Parme.

### Diocèse de Reggio d'Émilie-Guastalla
Le 22 août 1855, les diocèses de Reggio d'Émilie et de Guastalla entrent dans la province ecclésiastique de l'archidiocèse de Modène.
Le 10 février 1973, Mgr Baroni, déjà évêque de Reggio d'Émilie depuis 1965, est nommé en plus évêque de Guastalla, unissant ainsi in persona episcopi les deux diocèses. Le 15 septembre 1984 en vertu du décret Quo aptius de la Congrégation des évêques, le diocèse de Reggio d'Émilie acquiert deux paroisses de la commune de Toano, qui faisaient partie de l'archidiocèse de Modène.
Le 30 septembre 1986, la « pleine  union » des deux diocèses est entérinée par le décret Instantibus votis de la Congrégation des évêques ; et la nouvelle circonscription prend son nom actuel.

## Évêques de Reggio d'Émilie-Guastalla

### Évêques de Guastalla
- Giovanni Tommaso Neuschel, O.P (15 décembre 1828 - 21 novembre 1836) nommé évêque de Borgo San Donnino
- Pietro Giovanni Zanardi (21 novembre 1836 - 15 septembre 1854 mort)
- Pietro Rota (23 mars 1855 - 27 octobre 1871) nommé évêque de Mantoue
- Francesco Benassi (27 octobre 1871 - 30 septembre 1884 démis)
- Prospero Curti (10 novembre 1884 - 21 mars 1890 mort)
- Bienheureux Andrea Carlo Ferrari (23 juin 1890 - 1er juin 1891) nommé évêque de Côme
- Pietro Respighi (14 décembre 1891 - 30 novembre 1896) nommé archevêque de Ferrare
- Enrico Grazioli (30 novembre 1896 - 13 avril 1897 démis)
- Andrea Sarti (19 avril 1897 - 29 avril 1909) nommé évêque de Pistoia et Prato
- Agostino Cattaneo (15 mars 1910 - 1923 mort)
- Giordano Corsini (25 mai 1923 - 7 juillet 1932 démis)
- Giacomo Zaffrani (16 septembre 1932 - 6 mai 1960 mort)
- Angelo Zambarbieri (6 mai 1960 successeur - 15 août 1970 mort)
  - Sede vacante (1970-1973)
- Gilberto Baroni (10 février 1973 - 30 septembre 1986) nommé évêque de Reggio d'Émilie-Guastalla

### Évêques de Reggio d'Émilie-Guastalla
- Gilberto Baroni (30 septembre 1986 - 11 juillet 1989 retiré)
- Giovanni Paolo Gibertini, O.S.B. (11 juillet 1989 - 27 juin 1998 retiré)
- Adriano Caprioli (27 juin 1998 - 29 septembre 2012 retiré)
- Massimo Camisasca, F.S.C.B., (29 septembre 2012 - 10 janvier 2022 retiré)
- Giacomo Morandi (depuis le 10 janvier 2022), archevêque à titre personnel

## Sources
- (en) Catholic-Hierarchy

- (it) Francesco Lanzoni, Le diocesi d'Italia dalle origini al principio del secolo VII (an. 604), vol. II, Faenza 1927, pp. 793-802
- (it) Giuseppe Cappelletti, Le Chiese d'Italia dalla loro origine sino ai nostri giorni, vol. XV, Venezia 1859, pp. 359-399
- (it) Giovanni Saccani, I vescovi di Reggio-Emilia, Cronotassi, Reggio Emilia, 1902
- (la) Pius Bonifacius Gams, Series episcoporum Ecclesiae Catholicae, Leipzig 1931, pp. 759-761
- (la) Konrad Eubel, Hierarchia Catholica Medii Aevi, vol. 1, pp. 417-418; vol. 2, p. 222; vol. 3, p. 284; vol. 4, p. 294; vol. 5, p. 331; vol. 6, p. 355
- (la) Décret Quo aptius, AAS 76 (1984), p. 1078

### Articles liés
- Liste des diocèses et archidiocèses d'Italie
- Église catholique en Italie